# Kolejowa wieża ciśnień w Zgierzu
Kolejowa wieża ciśnień w Zgierzu – budynek dawnej wieży ciśnień, mieszczący się w Zgierzu, przy ulicy Kolejowej w województwie łódzkim. Wieża powstała w 1902 roku podczas budowy Kolei Warszawsko-Kaliskiej.
Jest to budynek murowany z cegły pełnej, w którego górnej kondygnacji do 2019 roku znajdował się stalowy zbiornik nitowany o pojemności 23 m³, obecnie został usunięty. Wieża ma wysokość około 16 m.
Budynek wieży ciśnień znajduje się nieopodal stacji kolejowej w Zgierzu, gdzie wraz z dworcem i budynkami mieszkalnymi tworzy pierwotny układ przestrzenny. Budynek dworca wraz z wieżą ciśnień i jednym z budynków mieszkalnych wpisane zostały do gminnej ewidencji zabytków.
Do 2018 roku wieża stanowiła własność PKP S.A., kiedy to została sprzedana inwestorowi prywatnemu.